# Phuduhudu
Phuduhudu is een dorp in het district North-West in Botswana. De plaats telt 564 inwoners (2011).